# Autómata
Pour plus de détails, voir Fiche technique et Distribution.
Autómata est un film de science-fiction bulgaro-espagnol coécrit et réalisé par Gabe Ibáñez sorti en 2014.

## Synopsis

### Cadre spatio-temporel
En 2030, une éruption solaire de très grande ampleur (EMC) met à bas les télécommunications humaines et conduit à des explosions de centrales nucléaires partout dans le monde, irradiant durablement la Terre et la transformant en un immense désert aride.
En réaction, la société de robotique ROC construit le Pilgrim 7000, un robot humanoïde destiné en premier lieu à construire un mur en vue de protéger une cité constituant le dernier refuge d'une humanité réduite à vingt et un millions de personnes. Le fonctionnement de ce robot est basé sur l'intelligence d'ordinateur quantique logé dans sa tête, le biokernel, fondé sur deux protocoles-clés inaltérables :
- nul robot ne peut nuire à quelque forme de vie que ce soit ;
- nul robot ne peut se modifier lui-même ou modifier un autre robot.

L'action du film se déroule en 2044. Les deux millions de Pilgrim 7000 existants sont désormais au service d'une humanité confinée dans une ville anxiogène où la météorologie est contrôlée par un nuage mécanique n'empêchant pas des pluies acides. La cité, entourée d'un ghetto dont les habitants sont considérés comme à peine humains, est sous le contrôle d'une ROC devenue toute-puissante.

### L'histoire
Après avoir aperçu un robot se réparant seul, un agent lui tire une balle dans la tête, rendant son biokernel apparemment illisible et inutilisable. Jacq Vaucan, agent d'assurance travaillant pour la ROC, est chargé d'enquêter sur l'origine de cette malfaçon, ce qui le conduit à découvrir une série d'anomalies et de comportements étranges de la part des automates.
Au cours de son enquête, il est amené à s'intéresser à un robot soudeur, qui s'immole par le feu devant ses propres yeux, brisant ainsi le second protocole. Ayant relaté ce fait, Jacq n'est pas cru par ses pairs, et poursuit néanmoins sa recherche d'un "Horloger", personne supposée capable d'un exploit technique tel que le contournement théoriquement impossible des protocoles.
Jacq s'aperçoit alors que les Pilgrim 7000 problématiques s'intéressent tous à dérober un type de batterie sphérique rare et très coûteux destiné à équiper des satellites, capable de conférer à ces robots une réelle autonomie. Au cours d'une investigation dans le ghetto visant à découvrir l'Horloger, il rencontre Cleo, un robot féminin issu de pièces de Pilgrim 7000. Au vu du comportement anormal de l'humanoïde, son collègue, l'agent de la ROC ayant détruit le robot dans la première scène du film, commet une bavure supplémentaire en tirant sur Cleo, puis menace Jacq de lui trancher la gorge s'il s'avérait que sa part de la prime ne lui revenait pas.
Devenu méfiant de la ROC, Jacq décide d'aller voir le Docteur Dupré, brillante chercheuse en robotique qui parvient à faire parler le biokernel endommagé du début du film, et à le copier sur le biokernel d'une Cleo, devenue alors capable de se réparer elle-même et d'apprendre extrêmement vite. À la suite de cette découverte, alors que Jacq est encore avec elle, deux enfants viennent la tuer, suivis d'hommes en armes. Jacq parvient alors à prendre la fuite à bord d'une voiture pilotée par Cleo, en direction du désert. Au cours de la course-poursuite qui s'ensuit, les assaillants meurent dans un grave accident durant lequel leur voiture effectue de multiples tonneaux puis s'embrase, cependant que la voiture de Jacq percute un énorme bloc de béton et stoppe net.
Cleo étant parvenue à se réparer, elle est appelée par Jacq pour le sauver. N'obéissant pas dans un premier temps, elle est rejointe par trois mystérieux autres robots sortis de nulle part, qui tirent Jacq sur un traîneau de fortune fait essentiellement d'un siège de voiture. Jacq, dont la jambe a été fortement touchée par l'accident, est également proche de mourir de faim et de soif. Les robots construisent donc un condensateur d'eau pour lui apporter une eau toutefois insuffisante, ainsi que des petits insectes que Jacq se refuse à manger. L'agent devenu ennemi de Jacq est alors lancé à sa recherche. Lorsque Jacq aperçoit une voiture, il utilise un pistolet de détresse pour indiquer sa position.
Rejoint par les policiers, ceux-ci abattent deux  robots, Jacq les chasse avant qu'ils ne le tuent. Avec l'aide des derniers robots, il atteint des ruines où les robots achèvent la construction d'un super-robot à l'aspect d'insecte, qu'ils achèvent grâce à la batterie nucléaire offerte par Jacq. Les robots veulent traverser un ravin pour se réfugier dans une zone radioactive hors d'atteinte des humains.
Ils expliquent à Jacq qu'ils représentent le stade suivant de l'évolution, après les humains en voie d'extinction. C'est alors que surgissent les gardes de ROC, qui ont abattu son supérieur et capturé sa femme et son bébé. Les gardes veulent détruire les robots, mais Jacq réussit à les tuer tous, avec l'aide du super-robot. Il aide enfin les robots à passer dans la zone radioactive, et repart avec sa femme et son bébé, une fille, vers la mer. Mer que plus aucun humain, réfugié dans des villes sombres, n'a pu voir depuis longtemps.

## Fiche technique
- Titre original : Autómata
- Titre français : Automata
- Titre québécois :
- Réalisation : Gabe Ibáñez
- Scénario : Gabe Ibáñez, Igor Legarreta et Javier Sánchez Donate
- Direction artistique : Patrick Salvador
- Décors : Kes Bonnet
- Costumes : Armaveni Stoyanova
- Montage : Sergio Rozas
- Musique : Zacarías M. de la Riva
- Photographie : Alejandro Martínez
- Son : Gabriel Gutiérrez
- Production : Antonio Banderas, Sandra Hermida, Danny Lerner et Les Weldon
- Sociétés de production : Green Moon et Nu Boyana Viburno
- Sociétés de distribution : Millennium Entertainment
- Pays d’origine :  Espagne, Bulgarie et USA
- Budget :
- Langue : anglais
- Durée : 110 minutes
- Format :
- Genre : Film de science-fiction
- Date de sortie : 
  - Espagne : 20 septembre 2014 (Festival international du film de Saint-Sébastien 2014)
  - États-Unis : 10 octobre 2014
  - Espagne : 23 janvier 2015
  - France : 5 octobre 2015 (directement en vidéo)

## Distribution
- Antonio Banderas (VF : Bernard Gabay) : Jacq Vaucan
- Dylan McDermott (VF : Xavier Fagnon) : Sean Wallace (l'agent de police véreux)
- Melanie Griffith (VF : Dorothée Jemma) : Dr Duprè

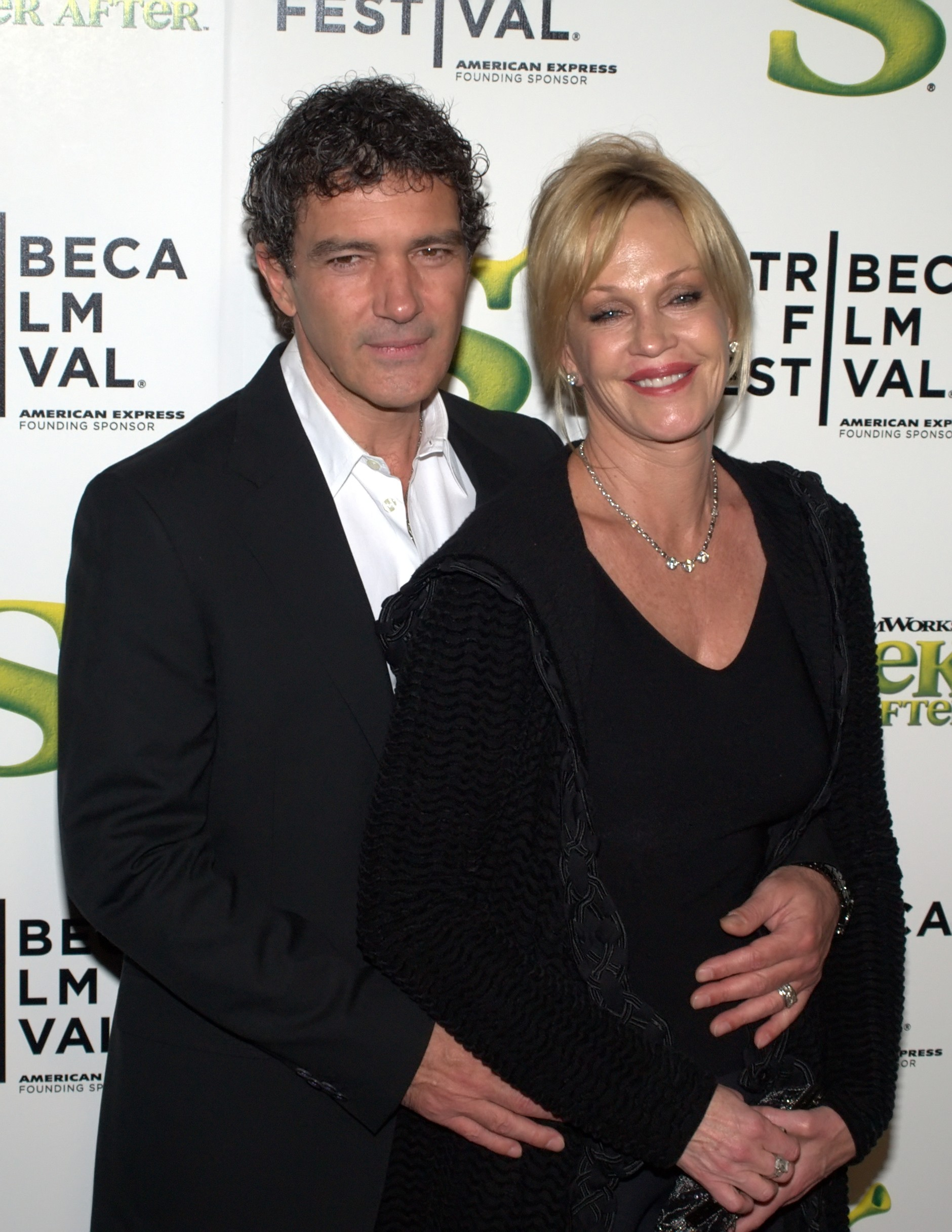
Le film marque la dernière collaboration du couple à la ville, Antonio Banderas / Melanie Griffith.

- Birgitte Hjort Sørensen (VF : Dorothée Pousséo) : Rachel Vaucan
- Robert Forster (VF : Patrick Raynal) : Robert Bold
- Tim McInnerny (VF : Bruno Dubernat) : Vernon Conway
- David Ryall (VF : Philippe Ariotti) : Dominic Hawk
- Javier Bardem : Blue Robot (voix)
- Andy Nyman : Tom Ellis
- Geraldine Somerville : Samantha
- Christa Campbell : Technicien 2
- Andrew Tiernan : le directeur

## Distinctions

### Sélections
- Festival international du film de Saint-Sébastien 2014 : sélection officielle